# Río Elz
El río Elz es un corto río de Alemania que discurre por el estado de Baden-Württemberg, un afluente del río Rin. Nace en los alrededores de la ciudad de Furtwangen, en la Selva Negra, muy cerca del nacimiento del río Breg. El Elz fluye por las localidades de Elzach, Waldkirch y Emmendingen andes de alcanzar el Rin en las proximidades de Lahr (Selva Negra). Su longitud es aproximadamente de noventa kilómetros. El río cuenta con un canal artificial llamado el canal de Leopoldo.
Los principales afluentes son los ríos Dreisam, Glotter y Gutach.

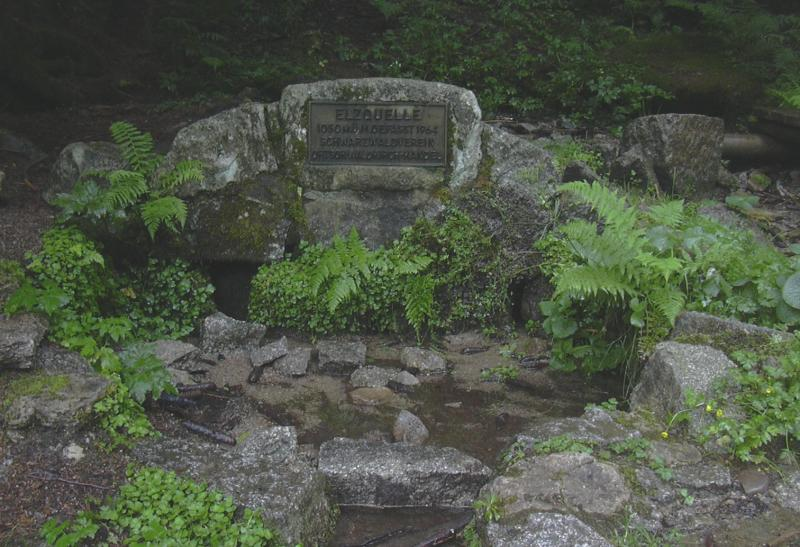
Fuente del Elz